# Haworthia viscosa
Haworthia viscosa ist eine Pflanzenart der Gattung Haworthia in der Unterfamilie der Affodillgewächse (Asphodeloideae).

## Beschreibung
Haworthia viscosa wächst stammbildend, sprosst und erreicht bei Durchmessern von bis zu 8 Zentimetern Wuchshöhen von bis zu 30 Zentimetern. Die 20 bis 60 ausgebreiteten, dreieckigen Laubblätter sind eng in drei Reihen am Trieb angeordnet. Die Blattspreite ist bis zu 5 Zentimeter lang und 1,5 Zentimeter breit. Die Blattoberfläche ist rau. Die Blattspitzen sind ausgebreitet und stechend.
Der spärlich verzweigte, lockere Blütenstand erreicht eine Länge von 15 bis 20 Zentimeter und besteht aus acht bis 15 Blüten. Die verkehrt kopfige Blütenröhre ist gebogen und die inneren Perigonblätter sind zurückgerollt.

## Systematik und Verbreitung
Haworthia viscosa ist in den südafrikanischen Provinzen Westkap und Ostkap in der Kleinen Karoo verbreitet.
Die Erstbeschreibung als Aloe viscosa durch Carl von Linné in Species Plantarum wurde 1753 veröffentlicht. Adrian Hardy Haworth stellte die Art 1812 in die Gattung Haworthia.
Es existieren zahlreiche Synonyme.

## Nachweise